# ホン・ソンミ
ダナ（1986年7月17日-  ）は大韓民国の歌手、俳優である。芸名は喜悦ダナ（ヒヨル・ダナ）で本名は、ホン・ソンミ、 洪成美。2001年1集、DANAでデビューしてアルバムを2つ出した。

## 学歴
- 清潭中学校（ソウル）
- 河南高校
- 韓国外国語大学 中国語

## 放送
- 2002 MBC ノンストップ3
- 2003 iTV ダナのDMZ
- 2011～2012  MBC 愛情万歳
- 2012 KBS2 ドラマスペシャル アモレミオ、カンミラ
- 2012 tvN オペラスター 2012
- 2014 SBS ジャングルの法則、ソロモン諸島
- 2016 KBS1 キラキラ小さな星
- 2016 MBC ミステリーミュージックショーの覆面歌王
- 2016 MBC MBC 100分議論
- 2016 MBC 2016 DMCフェスティバル、泣く泣く体重計麻痺
- 2016 MBC ゴールデンポケット

## CM
- 2001年/2002年 ヘテ製菓 ホワイトエンジェル
- 2002年 CJ第一製糖 プチチェル
- 2003年 オトギ 3分料理

## 受賞
- 2001年 芸能情報新聞新人賞
- 2003年 中国文化省長官貢献賞
- 2003 MTVスタイルアワード（今年の韓国アーティスト賞）